# فهرست کشورها بر پایه تعداد استفاده از گوشی‌های تلفن همراه
این رتبه کشور ها بر پایه تعداد گوشی های تلفن همراه است:
| رتبه | کشور                | تعداد تلفن های همراه | جمعیت         | درصد از جمعیت | آخرین به روز رسانی                                   |
| ---- | ------------------- | -------------------- | ------------- | ------------- | ---------------------------------------------------- |
| —    | جهان                | بیش از ۵ میلیارد     | ۶٬۹۰۹٬۵۰۰٬۰۰۰ |               | ۲۰۱۰                                                 |
| ۱    | چین                 | ۸۹۶٬۲۰۰٬۰۰۰          | ۱٬۳۴۱٬۰۰۰٬۰۰۰ | ۶۷٫۱          | May ۲۰۱۱                                             |
| ۲    | هند                 | ۸۲۶٬۹۳۰٬۹۱۶          | ۱٬۲۱۰٬۱۹۳٬۴۲۲ | ۶۹٫۱۹         | April ۲۰۱۱                                           |
| ۳    | ایالات متحده آمریکا | ۳۰۲٬۹۴۷٬۰۹۸          | ۳۱۰٬۸۶۶٬۰۰۰   | ۹۶            | Dec ۲۰۱۰                                             |
| ۴    | روسیه               | ۲۲۰٬۵۵۰٬۰۰۰          | ۱۴۲٬۹۰۵٬۲۰۰   | ۱۵۱٫۹         | February ۲۰۱۱                                        |
| ۵    | برزیل               | ۲۱۵٬۰۰۰٬۰۰۰          | ۱۹۰٬۷۳۲٬۶۹۴   | ۱۱۰٫۵۱        | May ۲۰۱۱                                             |
| ۶    | اندونزی             | ۱۶۸٬۲۶۴٬۰۰۰          | ۲۳۷٬۵۵۶٬۳۶۳   | ۷۳٫۱          | May ۲۰۰۹                                             |
| ۷    | ژاپن                | ۱۰۷٬۴۹۰٬۰۰۰          | ۱۲۷٬۳۷۰٬۰۰۰   | ۸۴٫۱          | Mar. ۲۰۰۹                                            |
| ۸    | المان               | ۱۰۷٬۰۰۰٬۰۰۰          | ۸۱٬۸۸۲٬۳۴۲    | ۱۳۰٫۱         | ۲۰۰۹                                                 |
| ۹    | پاکستان             | ۱۰۵٬۱۵۱٬۸۷۱          | ۱۷۱٬۹۰۱٬۰۰۰   | ۶۳٫۲          | Feb ۲۰۱۱                                             |
| ۱۰   | نیجریه              | ۹۰٬۵۸۳٬۳۰۶           | ۱۴۰٬۰۰۰٬۰۰۰   | ۶۴٫۷          | Feb. ۲۰۱۱                                            |
| ۱۱   | مکزیک               | ۸۸٬۷۹۷٬۱۸۶           | ۱۱۲٬۳۲۲٬۷۵۷   | ۷۹٫۸          | Sep.۲۰۱۰                                             |
| ۱۲   | ایتالیا             | ۸۸٬۵۸۰٬۰۰۰           | ۶۰٬۰۹۰٬۴۰۰    | ۱۴۷٫۴         | Dec.۲۰۰۸                                             |
| ۱۳   | فیلیپین             | ۷۸٬۰۰۰٬۰۰۰           | ۹۲٬۲۲۶٬۶۰۰    | ۷۳٫۶          | January ۲۰۱۰                                         |
| ۱۴   | بریتانیا            | ۷۵٬۷۵۰٬۰۰۰           | ۶۱٬۶۱۲٬۳۰۰    | ۱۲۲٫۹         | Dec. ۲۰۰۸                                            |
| ۱۵   | بنگلادش             | ۷۴٬۱۹۰٬۰۰۰           | ۱۵۰٬۰۹۳٬۰۰۰   | ۴۸٫۶          | Mar. ۲۰۱۱                                            |
| ۱۶   | ترکیه               | ۶۶٬۰۰۰٬۰۰۰           | ۷۱٬۵۱۷٬۱۰۰    | ۹۲٫۲          | ۲۰۰۹                                                 |
| ۱۷   | فرانسه              | ۵۸٬۷۳۰٬۰۰۰           | ۶۵٬۰۷۳٬۸۴۲    | ۹۰٫۲          | Dec. ۲۰۰۸                                            |
| ۱۸   | تایلند              | ۵۱۶٬۱۷۰٬۹۰۸          | ۶۵٬۰۰۱٬۰۲۱    | ۸۱٫۰          | ۲۰۰۹                                                 |
| ۱۹   | اوکراین             | ۵۴٬۳۷۷٬۰۰۰           | ۴۶٬۱۴۳٬۷۰۰    | ۱۱۷٫۹         | April. ۲۰۰۹                                          |
| ۲۰   | ایران               | ۵۲٬۰۰۰٬۰۰۰           | ۷۵٬۰۷۸٬۰۰۰    | ۶۹٫۳          | ۲۰۱۰                                                 |
| ۲۱   | اسپانیا             | ۵۰٬۸۹۰٬۰۰۰           | ۴۵٬۸۲۸٬۱۷۲    | ۱۱۱٫۰         | Dec. ۲۰۰۸                                            |
| ۲۲   | آرژانتین            | ۵۰٬۴۰۹٬۸۰۰           | ۴۰٬۱۳۴٬۴۲۵    | ۱۲۵٫۶         | ۲۰۱۰                                                 |
| ۲۳   | لهستان              | ۴۷٬۱۵۳٬۲۰۰           | ۳۸٬۱۸۶٬۸۶۰    | ۱۲۳٫۴۸        | ۲۰۱۰                                                 |
| ۲۴   | کره جنوبی           | ۴۷٬۰۰۰٬۰۰۰           | ۴۸٬۳۳۳٬۰۰۰    | ۹۷٫۲          | ۲۰۰۹                                                 |
| ۲۵   | آفریقای جنوبی       | ۴۲٬۳۰۰٬۰۰۰           | ۴۷٬۸۵۰٬۷۰۰    | ۸۲٫۹          | ۲۰۰۷                                                 |
| ۲۶   | کلمبیا              | ۴۰٬۳۰۰٬۰۰۰           | ۴۵٬۳۹۳٬۰۵۰    | ۸۸٫۷          | ۲۰۰۹                                                 |
| ۲۷   | ویتنام              | ۳۴٬۵۰۰٬۰۰۰           | ۸۹٬۳۷۵٬۰۰۰    | ۳۸٫۸          | October ۲۰۱۰                                         |
| ۲۸   | مصر                 | ۷۱٬۴۶۰٬۰۰۰           | ۷۸٬۳۰۰٬۰۰۰    | ۹۱٫۳          | Egypt Ministry of Communications & IT, February ۲۰۱۱ |
| ۲۹   | الجزایر             | ۳۳٬۰۰۰٬۰۰۰           | ۳۵٬۰۰۰٬۰۰۰    | ۹۴٫۲          | ۲۰۱۱                                                 |
| ۳۰   | ونزوئلا             | ۲۷٬۴۰۰٬۰۰۰           | ۲۸٬۲۰۰٬۰۰۰    | ۹۸٫۰          | ۲۰۰۸                                                 |
| ۳۱   | پرو                 | ۲۷٬۱۰۰٬۰۰۰           | ۲۹٬۰۰۰٬۰۰۰    | ۹۵٫۵          | Dec. ۲۰۱۰                                            |
| ۳۲   | تایوان              | ۲۵٬۴۱۲٬۰۰۰           | ۲۲٬۹۷۴٬۳۴۷    | ۱۱۰٫۶         | ۲۰۰۸                                                 |
| ۳۳   | رومانی              | ۲۲٬۸۰۰٬۰۰۰           | ۲۱٬۴۳۸٬۰۰۰    | ۱۰۸٫۵         | March ۲۰۰۸                                           |
| ۳۴   | کانادا              | ۲۴٬۰۳۷٬۳۷۲           | ۳۴٬۲۳۸٬۰۳۵    | ۷۰٫۲          | Q۳ ۲۰۱۰                                              |
| ۳۵   | مراکش               | ۲۷٬۰۵۰٬۰۰۰           | ۳۲٬۹۹۳٬۰۰۰    | ۸۱٫۹          | Q۱ ۲۰۱۰                                              |
| ۳۶   | هلند                | ۲۰٬۰۰۰٬۰۰۰           | ۱۶٬۵۱۵٬۰۵۷    | ۱۲۱٫۱         | Nov. ۲۰۰۹                                            |
| ۳۷   | استرالیا            | ۲۱٬۲۶۰٬۰۰۰           | ۲۱٬۱۷۹٬۲۱۱    | ۱۰۰٫۴         | Jun ۲۰۰۷                                             |
| ۳۸   | عربستان سعودی       | ۴۶٬۰۰۰٬۰۰۰           | ۲۷٬۱۳۷٬۰۰۰    | ۱۶۹٫۵         | Jun ۲۰۱۰                                             |
| ۳۹   | مالزی               | ۳۰٬۳۷۹٬۰۰۰           | ۲۸٬۲۵۰٬۰۰۰    | ۱۰۶           | ۲۰۱۰                                                 |
| ۴۰   | شیلی                | ۲۱٬۰۰۰٬۰۰۰           | ۱۷٬۰۹۴٬۲۷۰    | ۱۲۲٫۹         | Dec. ۲۰۱۰                                            |
| ۴۱   | سری لانکا           | ۱۷٬۳۵۹٬۳۱۲           | ۲۱٬۰۰۰٬۰۰۰    | ۸۰٫۹۵         | Dec. ۲۰۱۰                                            |
| ۴۲   | پرتغال              | ۱۴٬۵۰۰٬۰۰۰           | ۱۰٬۶۳۲٬۰۰۰    | ۱۳۷٫۰         | ۲۰۰۸                                                 |
| ۴۳   | هنگ کنگ             | ۱۳٬۲۶۴٬۸۹۶           | ۷٬۰۰۸٬۹۰۰     | ۱۸۷٫۹         | Nov. ۲۰۱۰                                            |
| ۴۴   | بلژیک               | ۱۱٬۸۲۲٬۰۰۰           | ۱۰٬۴۱۴٬۰۰۰    | ۱۱۳٫۶         | ۲۰۰۹                                                 |
| ۴۵   | مجارستان            | ۱۱٬۸۳۳٬۰۰۰           | ۱۰٬۰۲۰٬۰۰۰    | ۱۱۸٫۳         | Sept. ۲۰۱۰                                           |
| ۴۶   | بلغارستان           | ۱۰٬۶۵۵٬۰۰۰           | ۷٬۶۰۰٬۰۰۰     | ۱۴۰٫۲         | ۲۰۰۸                                                 |
| ۴۷   | نپال                | ۱۰٬۰۰۱٬۶۷۰           | ۲۸٬۵۰۰٬۰۰۰    | ۳۵٫۰۹         | Nov ۲۰۱۰                                             |
| ۴۸   | اسرائیل             | ۹٬۳۱۹٬۰۰۰            | ۷٬۳۱۰٬۰۰۰     | ۱۲۷٫۵         | ۲۰۰۸                                                 |
| ۴۹   | دانمارک             | ۷٬۰۰۰٬۰۰۰            | ۵٬۵۴۳٬۸۱۹     | ۱۲۶٫۲         | February ۲۰۰۸                                        |
| ۵۰   | جمهوری آذربایجان    | ۷٬۰۰۰٬۰۰۰            | ۸٬۹۰۰٬۰۰۰     | ۷۸٫۷          | November ۲۰۰۹                                        |
| ۵۱   | اردن                | ۶٬۰۱۰٬۰۰۰            | ۵٬۹۵۰٬۰۰۰     | ۱۰۱٫۰         | March ۲۰۱۰                                           |
| ۵۲   | سنگاپور             | ۴٬۷۷۰٬۰۰۰            | ۶٬۴۰۰٬۰۰۰     | ۷۴٫۵          | November ۲۰۰۹                                        |
| ۵۳   | نیوزیلند            | ۴٬۶۲۰٬۰۰۰            | ۴٬۲۵۲٬۲۷۷     | ۱۰۸٫۶         | ۲۰۰۸                                                 |
| ۵۴   | استونی              | ۱٬۹۸۲٬۰۰۰            | ۱٬۳۴۰٬۶۰۲     | ۱۴۷٫۸         | April ۲۰۰۹                                           |
| ۵۵   | لبنان               | ۲٬۷۲۰٬۰۰۰            | ۴٬۲۲۴٬۰۰۰     | ۶۴٫۴          | Oct ۲۰۱۰                                             |
| ۵۶   | لیتوانی             | ۴٬۹۶۰٬۰۰۰            | ۳٬۳۴۱٬۹۶۶     | ۱۴۸٫۴         | February ۲۰۱۰                                        |
| ۵۷   | مونته نگرو          | ۱٬۲۹۴٬۱۶۷            | ۶۷۲٬۱۸۰       | ۱۹۲٫۵۳        | Dec ۲۰۰۹                                             |

## کشور ها بر پایه کمترین استفاده از تلفن همراه

### 10 کشور اول کمترین استفاده از تلفن همراه
| رتبه | کشور        | تعداد تلفن همراه | جمعیت                |
| ---- | ----------- | ---------------- | -------------------- |
| 1    | کره شمالی   | ۱،۲۳۳            | ۲۵،۴۱۲،۶۶۶ نفر       |
| 2    | سودان جنوبی | ۱۴۵،۸۱۲          | ۱۱،۱۳۴،۶۱۱ نفر       |
| 3    | جیبوتی      | ۱۴۹،۰۰۰          | ۹۱۶،۶۱۲ نفر          |
| 4    | اریتره      | ۲۱۲،۵۵۵          | ۳،۱۱۱،۷۹۱ نفر        |
| 5    | سومالی      | ۲۸۷،۸۸۹          | ۱۵،۴۱۲،۰۰۹ نفر       |
| 6    | لسوتو       | ۳۴۲،۱۰۰          | ۳،۰۰۰،۵۱۲ نفر        |
| 7    | سیرالئون    | ۳۷۸،۰۷۸          | بیش از ۱۰ میلیون نفر |
| 8    | لیبریا      | ۴۰۰،۰۰۰          | ۱،۸۱۸،۰۰۵ نفر        |
| 9    | آنگولا      | ۴۱۲،۷۵۵          | ۲۷،۳۱۲،۰۳۳           |
| 10   | مالدیو      | ۴۵۱،۸۹۹          | ۵۵۲،۳۲۱              |